# Bienal Latinoamericana de Arquitectura de Paisaje
La Bienal Latinoamericana de Arquitectura de Paisaje es una bienal de arquitectura del paisaje que se lleva a cabo en México desde 2014y es organizada por el Sociedad de Arquitectos Paisajistas de México.

## Objetivos
Los organizadores han planteado como objetivo "poner sobre la mesa el relevante papel de la arquitectura de paisaje en la construcción del hábitat latinoamericano [...]  buscando reconocer, comunicar y difundir las obras y proyectos contemporáneos que hayan propuesto novedosas soluciones a los problemas de índole ambiental, urbano, social y cultural que aquejan a los países de Latinoamérica".

## Historia
En 2014, la Sociedad de Arquitectos Paisajistas de México convocó la primera edición de la Bienal Latinoamericana de Arquitectura de Paisaje como evento paralelo a la tercera edición de la Bienal mexicana de la misma disciplina.
La primera edición se llevó a cabo en Ciudad de México en la Facultad de Arquitectura de la Universidad Nacional Autónoma de México y fue organizada por ambas instituciones.Contó con la participación de obras construidas en Brasil, Argentina, Perú, Chile, Colombia, Venezuela, Costa Rica, Uruguay y México.
El jurado de la primera edición estuvo integrado por Martha Fajardo (Colombia), Pedro Camarena (México), Jimena Martignoni (Argentina), Jaqueline Osty (Francia) y Marcos Mazari (México).

## Ediciones
| Edición    | Fecha                                    | Ciudad           | País     | Ref    |
| ---------- | ---------------------------------------- | ---------------- | -------- | ------ |
| I Bienal   | 10 y 11 de junio de 2014                 | Ciudad de México | México   | [ 2 ]  |
| II Bienal  | 8 de octubre de 2016                     | Mérida           | México   | [ 5 ]  |
| III Bienal | 26 y 27 de septiembre de 2018            | Ciudad de México | México   | [ 6 ]  |
| IV Bienal  | 29 de septiembre al 2 de octubre de 2020 | León             | México   | [ 7 ]  |
| V Bienal   | 6 de octubre de 2022                     | Virtual          | México   | [ 8 ]  |
| VI Bienal  | 16 y 17 de octubre de 2024               | Medellín         | Colombia | [ 10 ] |